# Casino Royale (film 2006)
Casino Royale è un film del 2006 diretto da Martin Campbell.
Ventunesimo capitolo della serie cinematografica di 007, è il primo con Daniel Craig nel ruolo dell'agente segreto dell'MI6 James Bond; dopo Sean Connery, George Lazenby, Roger Moore, Timothy Dalton e Pierce Brosnan, Craig è il sesto attore a impersonare la spia nella serie ufficiale. La pellicola viene considerata un riavvio della serie, in quanto presenta uno 007 giovane e all'inizio della sua carriera come agente doppio 0, con un comportamento spesso vulnerabile e inesperto rispetto ai film precedenti.
Casino Royale rappresenta la terza trasposizione dell'omonimo romanzo di Ian Fleming, il primo a trattare le vicende di Bond: nel 1954, negli Stati Uniti, ne era stato tratto l'episodio Casino Royale della serie antologica Climax!, mentre nel 1967 fu realizzato un film parodia dei primi capitoli della serie James Bond 007 - Casino Royale. La pellicola è stata adattata dagli sceneggiatori Neal Purvis e Robert Wade assieme al premio Oscar Paul Haggis. Alla regia è stato scelto Campbell, che ritorna a dirigere per la seconda volta un film della serie dopo GoldenEye del 1995.

## Trama

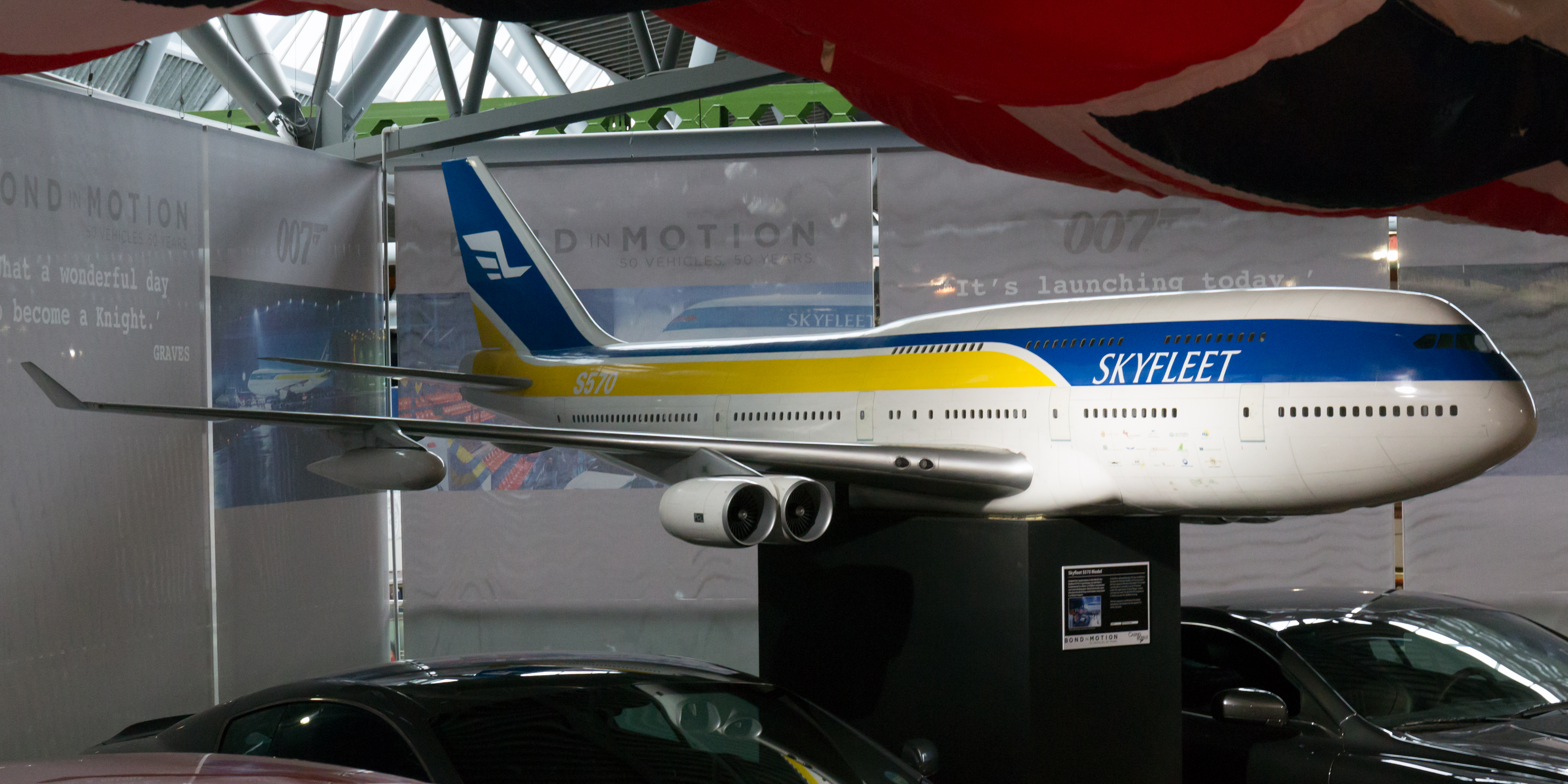
Il modellino dello Skyfleet S570, il fittizio aereo passeggeri al centro delle vicende nella prima parte del film.

La spia britannica James Bond si guadagna la licenza di doppio 0 uccidendo a sangue freddo due traditori dell'MI6 di stanza a Praga. Inviato in missione in Madagascar, il neopromosso 007 insegue ed elimina un mercenario assoldato per compiere un attentato; l'assassinio viene però ripreso dalle telecamere all'interno di un'ambasciata, generando uno scandalo mediatico che comporta la sua momentanea sospensione.
Indagando per proprio conto, 007 raggiunge le Bahamas, dove scopre che il temuto attentato sta per essere compiuto da un secondo mercenario; il bersaglio è il prototipo di un aereo che sta per essere presentato all'aeroporto di Miami, ma anche stavolta Bond riesce a sventare il pericolo. L'MI6 scopre che il mandante è un banchiere privo di scrupoli soprannominato Le Chiffre, esperto matematico e giocatore di poker, la cui specialità è arricchirsi in borsa tramite la vendita allo scoperto di azioni destinate a scendere a seguito degli attentati da lui organizzati.
A causa del fallimento dell'attentato, Le Chiffre si è indebitato per centinaia di milioni di dollari e, per rifarsi, organizza nel Casino Royale del Montenegro una partita di Texas hold 'em con poste molto alte: se non recupera al più presto il denaro perso, infatti, i suoi clienti lo uccideranno. Bond, nonostante le numerose pecche mostrate, è considerato uno dei pochi in grado di tener testa a Le Chiffre sul tavolo verde e partecipa quindi alla partita, finanziato dal tesoro britannico rappresentato dall'affascinante Vesper Lynd, per la quale comincia presto a maturare dei sentimenti, e grazie ai contatti fornitigli dal maturo agente René Mathis. I servizi segreti inglesi vogliono sfruttare a loro favore questa situazione portando alla bancarotta il banchiere e costringendolo così a chiedere la loro protezione, in cambio di informazioni circa i suoi loschi contatti.
Le Chiffre è particolarmente abile nel volgere la partita a suo favore con un bluff nel quale fa cadere uno 007 troppo sicuro di sé, che finisce per perdere tutti i suoi soldi. Il suo avventato comportamento al tavolo spinge Vesper a rifiutargli la somma necessaria a rientrare ma, inaspettatamente, viene in aiuto di Bond un altro giocatore, Felix Leiter, un agente della CIA che, in cambio del prestito, ottiene che sia la sua agenzia a prendersi il merito di aver incastrato il pericoloso malvivente. Dopo un tentativo di avvelenamento da parte di Le Chiffre, e grazie a una mano particolarmente fortunata, Bond vince la partita: con le spalle al muro e senza altre opzioni, il banchiere cattura Vesper e James e tortura 007 con l'intento di riprendersi il denaro, ma questi non cede. Prima che possa proseguire nei suoi intenti vendicativi, Le Chiffre viene tuttavia ucciso da un misterioso sicario.
Bond e Vesper, ormai innamorati, si recano a Venezia, dove l'agente matura la decisione di lasciare lo spionaggio; proprio in laguna, però, 007 viene messo di fronte alla realtà scoprendo il tradimento di lei, intenta a consegnare la vincita agli uomini dell'organizzazione per cui lavora, che tengono in ostaggio il suo fidanzato. Nell'intento di impedire la consegna, Bond uccide tutti i nemici, ma Vesper perde la vita nonostante i suoi tentativi di salvarla; i soldi finiscono quindi nelle mani dell'uomo che aveva ucciso Le Chiffre, Mr. White ma, grazie a un ultimo SMS di Vesper, scritto prima di morire, Bond riesce a localizzarlo.

## Personaggi

### Personaggi principali
- James Bond, interpretato da Daniel Craig.
È un agente segreto britannico a cui, dopo la promozione ad Agente Doppio 0, viene affidata la missione di battere il losco affarista Le Chiffre in una partita a poker con poste molto alte presso il Casino Royale in Montenegro. Durante la sua missione, però, si fa troppo coinvolgere emotivamente.
- Vesper Lynd, interpretata da Eva Green.
È un agente del tesoro britannico che deve supervisionare e finanziare James Bond durante la sua missione al Casino Royale in Montenegro. Dopo la partita a poker si innamora di James Bond e insieme progettano di lasciare i servizi segreti. L'amore dura fino a quando 007 non scopre che lei sta segretamente aiutando l'organizzazione terroristica di Le Chiffre.
- Le Chiffre, interpretato da Mads Mikkelsen.
È un losco banchiere, affiliato a una misteriosa organizzazione terroristica. È un genio matematico ed esperto di poker.
- M, interpretata da Judi Dench.
È il capo dell'MI6. Promuove James Bond ad Agente Doppio 0 ed è spesso indignata nei suoi confronti per il suo atteggiamento irresponsabile. Esercita sull'agente segreto un ruolo simile a quello materno.
- Solange, interpretata da Caterina Murino.
È la moglie del cattivo Dimitrios. Viene sedotta da Bond alle Bahamas in cambio di informazioni; per questo viene uccisa dall'organizzazione terroristica di Le Chiffre.
- Felix Leiter, interpretato da Jeffrey Wright.
È un agente della CIA che partecipa al torneo di poker al Casino Royale in Montenegro con il compito di aiutare James Bond.
- René Mathis, interpretato da Giancarlo Giannini.
È un agente, forse doppiogiochista, che aiuta Bond in Montenegro.
- Carlos, interpretato da Claudio Santamaria.
È un terrorista che cerca di far esplodere un aereo all'aeroporto di Miami.
- Mr. White, interpretato da Jesper Christensen.
Individuo misterioso che ha rapporti con l'organizzazione terroristica di Le Chiffre.

Come nel romanzo originale, nel film non compare il personaggio dell'armiere Q, mentre Miss Moneypenny (che fa una fugace apparizione nel romanzo) è stata del tutto esclusa, tranne che per un'allusione "criptica" al suo nome nella scena in cui compare per la prima volta Vesper: quest'ultima si presenta dicendo «I'm the money» («Sono il capitale»), e Bond aggiunge «every penny of it» («e ne vali ogni penny»). Il film è così il primo della serie senza la segretaria Moneypenny e, unitamente ad Agente 007 - Vivi e lascia morire, il secondo senza Q.

### Personaggi secondari
- Alex Dimitrios, interpretato da Simon Abkarian.
È un cattivo e il marito di Solange.
- Steven Obanno, interpretato da Isaach De Bankolé.
È un cattivo in affari con Le Chiffre.
- Valenka, interpretata da Ivana Miličević.
È la donna di Le Chiffre.
- Mollaka, interpretato da Sébastien Foucan.
È un terrorista che si scontra con Bond in Madagascar.
- Mendel, interpretato da Ludger Pistor.
È un banchiere svizzero in affari con Le Chiffre.

La supermodella Alessandra Ambrosio appare in un breve cameo quando Bond arriva per la prima volta all'Ocean Club, mostrandosi nei panni della tennista che si volta a guardarlo dopo averlo incrociato. Nelle sequenze ambientate all'aeroporto di Miami è inoltre presente l'imprenditore Richard Branson, fondatore del Virgin Group e co-sponsor del film, in una fugace comparsata al controllo passeggeri. Il produttore Michael G. Wilson appare infine nel suo consueto cameo all'interno dei film della serie, questa volta come capo della polizia montenegrina.

## Produzione

### Sviluppo

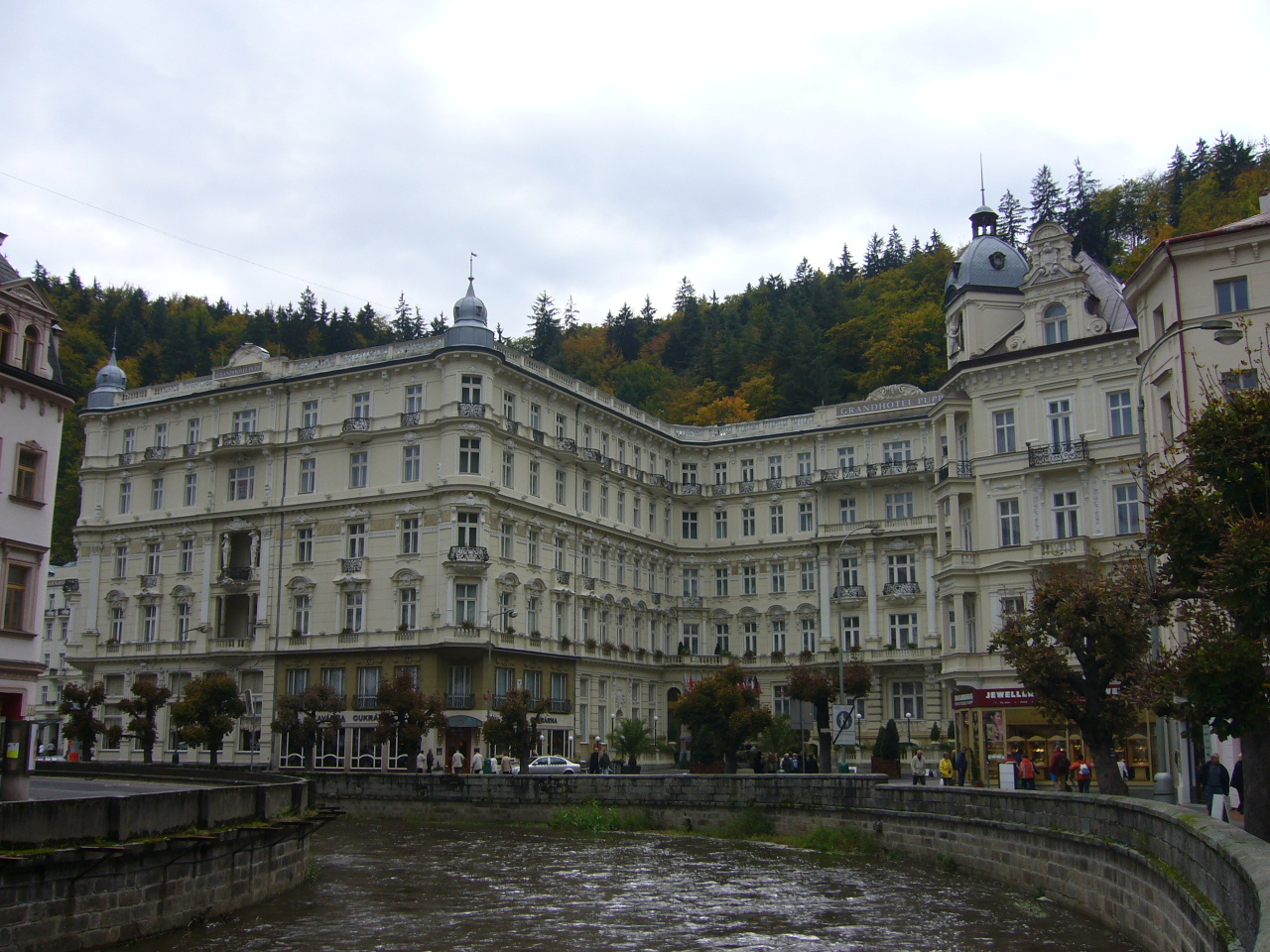
Il Grandhotel Pupp di Karlovy Vary, in Repubblica Ceca, è diventato nella finzione cinematografica l'Hotel Splendide in Montenegro, luogo di soggiorno di James Bond e Vesper Lynd durante la sfida ai tavoli da gioco contro Le Chiffre.

Prima della realizzazione del film del 2006, il romanzo Casino Royale risultava essere tra le poche opere di Ian Fleming incentrate su James Bond a non avere ancora avuto una trasposizione cinematografica nella serie ufficiale prodotta dalla EON Productions. Infatti, a differenza degli altri, Casino Royale era l'unico libro i cui diritti non erano stati ceduti ai produttori della serie poiché lo stesso Fleming nel 1954, un anno dopo l'uscita del romanzo, ne aveva venduto l'adattamento a Michael Garrison, conosciuto per la serie televisiva statunitense The Wild Wild West, e Gregory Ratoff, entrambi della televisione americana CBS. Proprio quest'ultima, nello stesso anno dell'acquisizione dei diritti, aveva realizzato un eponimo adattamento televisivo all'interno della serie antologica Climax! il cui protagonista era "Jimmy" Bond, agente segreto della CIA, interpretato da Barry Nelson.
Dopo la morte di Ratoff i diritti passarono in mano al produttore Charles K. Feldman il quale negli anni 1960, a seguito del grande successo cinematografico dei primi film di Bond (Licenza di uccidere, Dalla Russia con amore e Missione Goldfinger) propose una cooperazione alla EON. L'offerta fu rifiutata dai produttori Albert R. Broccoli e Harry Saltzman, dopo che lo stesso tipo di proposta gli era stata fatta da un altro produttore, Kevin McClory – il quale nel 1983 produrrà un altro film apocrifo su 007, Mai dire mai. Per questi motivi Feldman decise di produrre un proprio adattamento del romanzo, James Bond 007 - Casino Royale, che risultava essere una parodia dei film ufficiali: tra il cast del film figuravano David Niven e Peter Sellers nel ruolo di Bond, Woody Allen/Jimmy Bond, Ursula Andress/Vesper Lynd, Orson Welles/Le Chiffre e l'attrice Barbara Bouchet/Miss Moneypenny.
Dopo vari anni i diritti passarono alla Sony Pictures Entertainment che all'inizio degli anni 1990 tentò nuovamente di portare il romanzo sul grande schermo, seguendo uno stile più serio rispetto a quello contemporaneo della serie ufficiale. Tale iniziativa fu ostacolata nel 1999, quando la Metro-Goldwyn-Mayer intentò una causa circa la serie ufficiale di 007; la questione si risolse con la parziale cessione dei diritti sull'Uomo Ragno. Nel 2005, con l'acquisizione della Columbia TriStar Pictures da parte della Sony, fu stipulato un contratto tra quest'ultima e la EON che prevedeva la realizzazione congiunta di due film della serie: il primo fu Casino Royale, seguito due anni dopo da Quantum of Solace.

### Pre-produzione

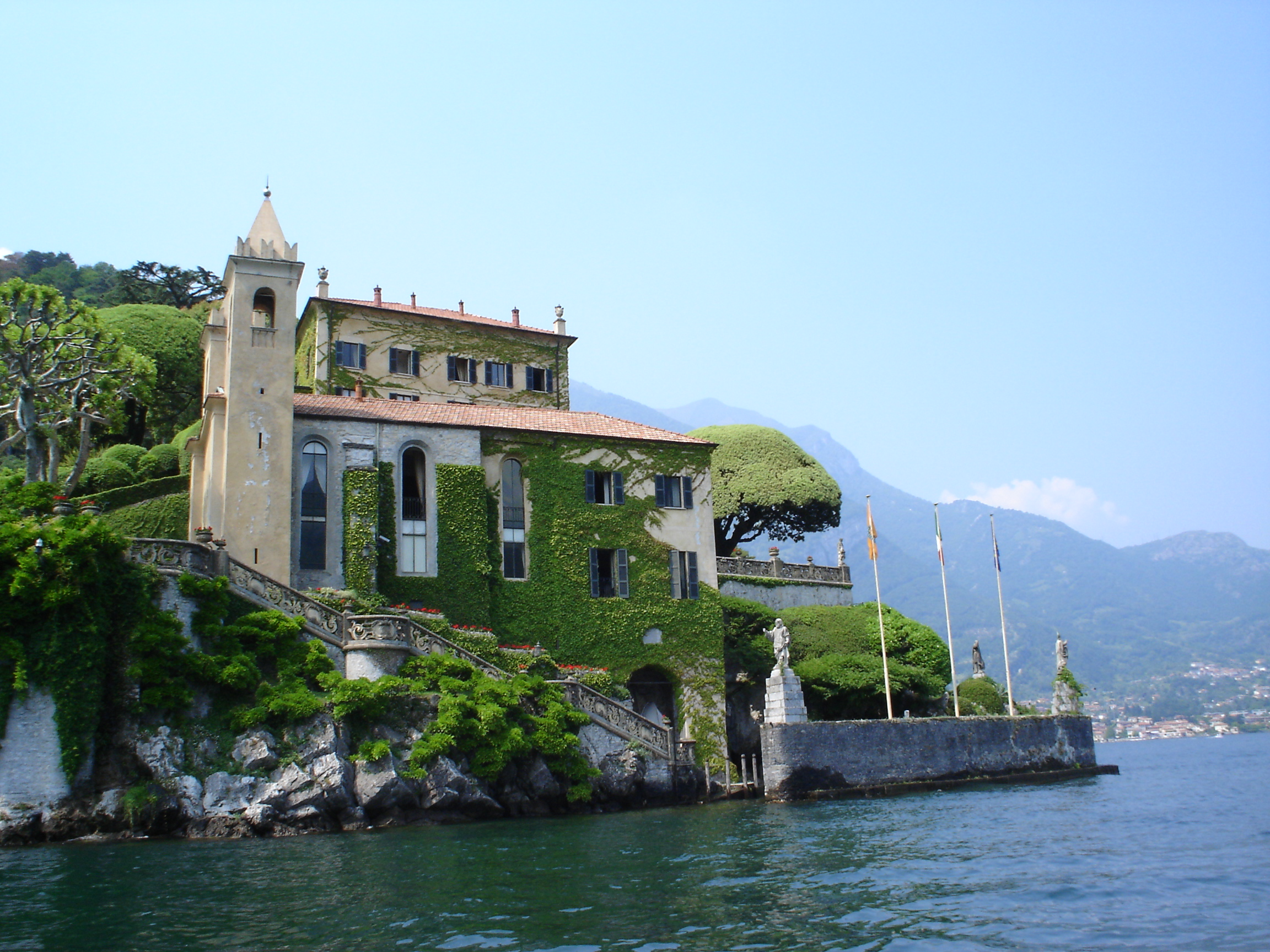
Villa del Balbianello sul lago di Como, location utilizzata per la convalescenza di 007 a seguito delle torture di Le Chiffre.

Nel 2004 gli sceneggiatori Neal Purvis e Robert Wade iniziarono una prima stesura della sceneggiatura, basata sulla figura di Pierce Brosnan, nel ruolo di un James Bond più serio e vicino ai "canoni" fleminghiani. Per la regia espresse interesse Quentin Tarantino, da sempre fan della serie, progetto che tuttavia saltò dopo che il regista rifiutò dichiarando che, nella realizzazione della pellicola, non gli sarebbe stata concessa troppa libertà. Alla fine la scelta cadde su Martin Campbell, che già aveva diretto l'acclamato GoldenEye nel 1995.
Col passare del tempo sfumò per Brosnan la possibilità di girare un nuovo film della serie, dopo che gli stessi produttori decisero di rinnovarla ingaggiando un nuovo attore nei panni del protagonista. Vari furono i candidati tra cui Henry Cavill, Eric Bana, Hugh Jackman, Goran Višnjić e Clive Owen. Nell'estate 2005 si rincorsero sempre più voci secondo le quali la scelta si sarebbe indirizzata verso un altro attore, Daniel Craig, che da poco aveva finito di girare Munich di Steven Spielberg; la conferma arrivò il 14 ottobre dello stesso anno attraverso una conferenza stampa a Londra. Varie furono però le iniziali critiche riguardanti l'ingaggio dell'emergente Craig ritenuto, soprattutto fisicamente, in contrasto con le precedenti reincarnazioni dell'agente segreto: prima fra tutte ci fu una dura campagna di boicottaggio sostenuta da alcuni fan su Internet, attraverso il sito "danielcraigisnotbond.com", che premevano per il ritorno di Brosnan.
Nella seconda parte del 2005, oltre agli sceneggiatori Neal Purvis e Robert Wade, fu chiamato a revisionare la stesura della sceneggiatura e a scrivere il climax del film, lo sceneggiatore canadese vincitore di un premio Oscar, Paul Haggis.

### Riprese

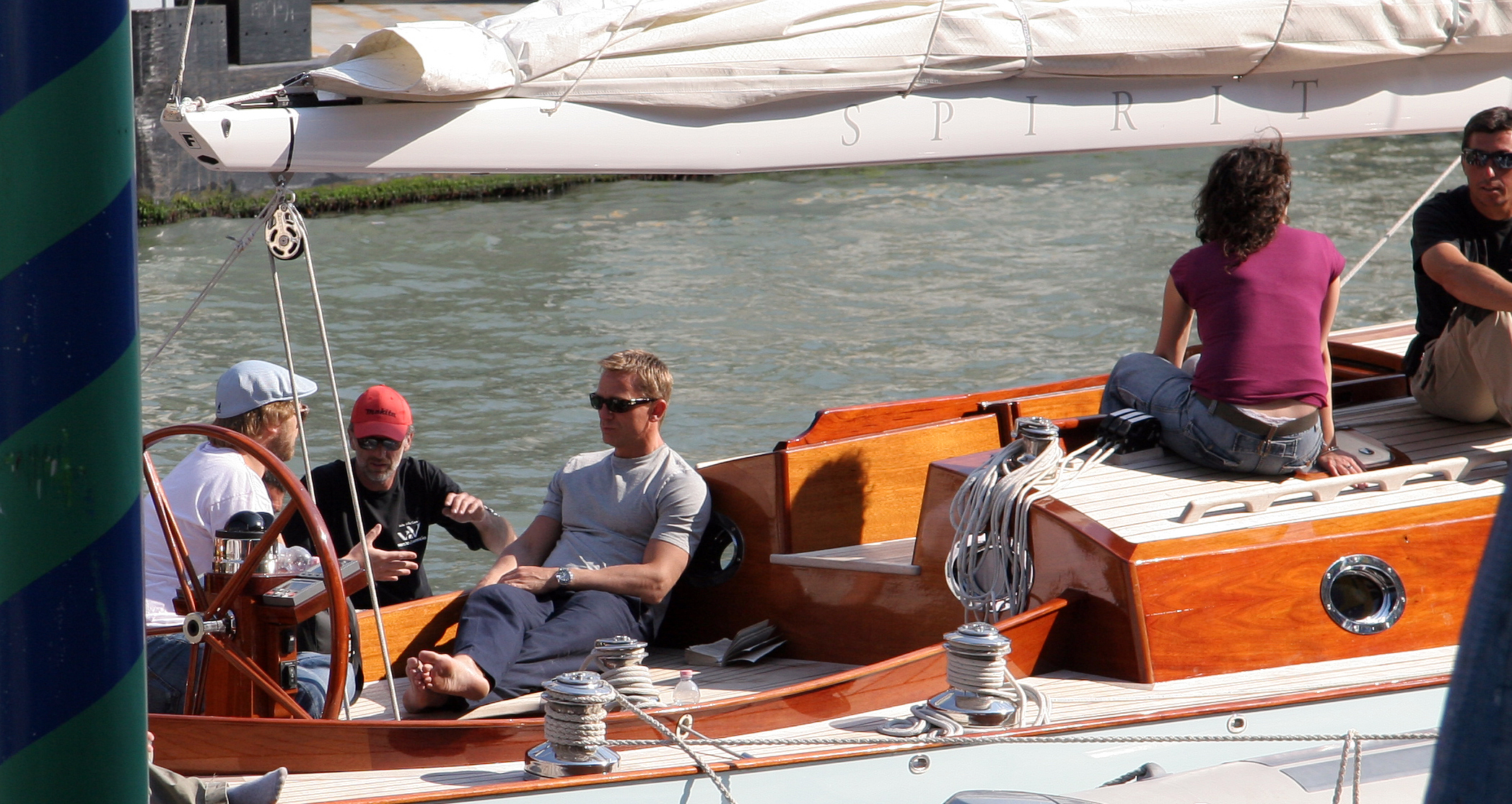
Il produttore Michael G. Wilson e l'attore Daniel Craig durante le riprese a Venezia

Le riprese ufficiali della pellicola partirono il 30 gennaio 2006, iniziando da alcuni ciak a Londra per poi proseguire a Praga – città utilizzata per ambientare sia il fallito attentato all'aeroporto di Miami sia l'albergo veneziano dove soggiornano Bond e Vesper – e alle Bahamas, specialmente a Nassau, nei mesi di febbraio e marzo; tra le principali location dell'isola figurò anche un casinò già utilizzato in occasione di Thunderball.
Ad aprile la troupe ritornò in Repubblica Ceca, nelle cittadine di Karlovy Vary e Loket, per girare gli esterni del Casinò Royale e dell'Hotel Splendide, mentre gli interni furono filmati a Londra agli inizi di maggio. Per l'ultima parte del film la troupe si spostò in Italia, precisamente sul lago di Como e a Venezia. Le riprese furono ultimate il 21 luglio 2006, dopo 118 giorni, con un budget di circa 150 000 000 dollari.

### Post-produzione
Nell'agosto 2006 vennero ultimate e rifinite alcune scene del film nei Pinewood Studios di Londra. Proprio alla fine delle riprese gli storici studi andarono in fiamme, senza però che venisse impedito il completamento del film.

## Colonna sonora

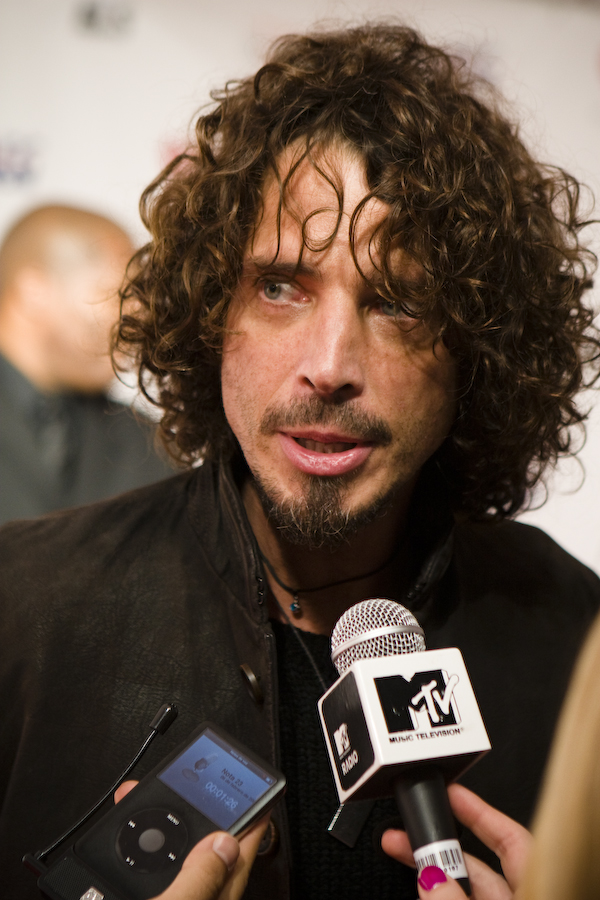
Chris Cornell ha interpretato You Know My Name, canzone che accompagna i titoli di testa. Il brano, dalla spiccata influenza rock, si discosta molto dalle classiche sonorità della serie

La colonna sonora della pellicola è stata scritta da David Arnold, già autore delle musiche dei tre precedenti film dell'agente segreto nonché del tema principale di Casino Royale, la ballata rock You Know My Name interpretata da Chris Cornell, che accompagna i titoli di testa.
Per rappresentare un Bond più giovane e inesperto, Arnold utilizza le note della canzone come tema portante del film per quasi tutte le tracce della colonna sonora, facendo un minimo uso del classico tema The James Bond Theme scritto da Monty Norman e John Barry, utilizzandone solo le caratteristiche note introduttive nei momenti che caratterizzano il personaggio, ad esempio al termine di una partita a carte, durante il volo per Miami o dopo che Bond è riuscito a scampare a un letale veleno. La versione completa del tema, però, si può sentire solo alla fine del film, quando Bond si conferma finalmente come l'agente segreto che conosciamo.
Altri due temi sono ricorrenti. Il primo è il Suspense motif, un tema caratteristico di Arnold che consiste in un diminuendo di quattro note, già utilizzato nelle colonne sonore dei precedenti film di James Bond di cui si è occupato Arnold. Può essere udito durante African Rundown, Miami International e Dirty Martini. Il secondo è il tema di Vesper, che ritrae l'interesse femminile di Bond; il tema inizia con una melodia malinconica, rappresentando il personaggio nelle sue vesti fredde e dure con cui appare nel suo primo incontro con Bond; quindi prosegue in maniera molto più dolce e passionale, descrivendo l'amore e i cuori di ghiaccio dei due protagonisti che si sono sciolti; si conclude riprendendo la melodia iniziale, simboleggiando la vera natura di Vesper, come rivelato nel finale del film.
Tracce
1. African Rundown
2. Nothing Sinister
3. Unauthorised Access
4. Blunt Instrument
5. CCTV
6. Solange
7. Trip Aces
8. Miami International
9. I'm the Money
10. Aston Montenegro
11. Dinner Jackets
12. The Tell
13. Stairwell Fight
14. Vesper
15. Bond Loses It All
16. Dirty Martini
17. Bond Wins It All
18. The End of an Aston Martin
19. The Bad Die Young
20. City of Lovers
21. The Switch
22. Fall of a House in Venice
23. Death of Vesper
24. The Bitch Is Dead
25. The Name's Bond... James Bond

## Distribuzione

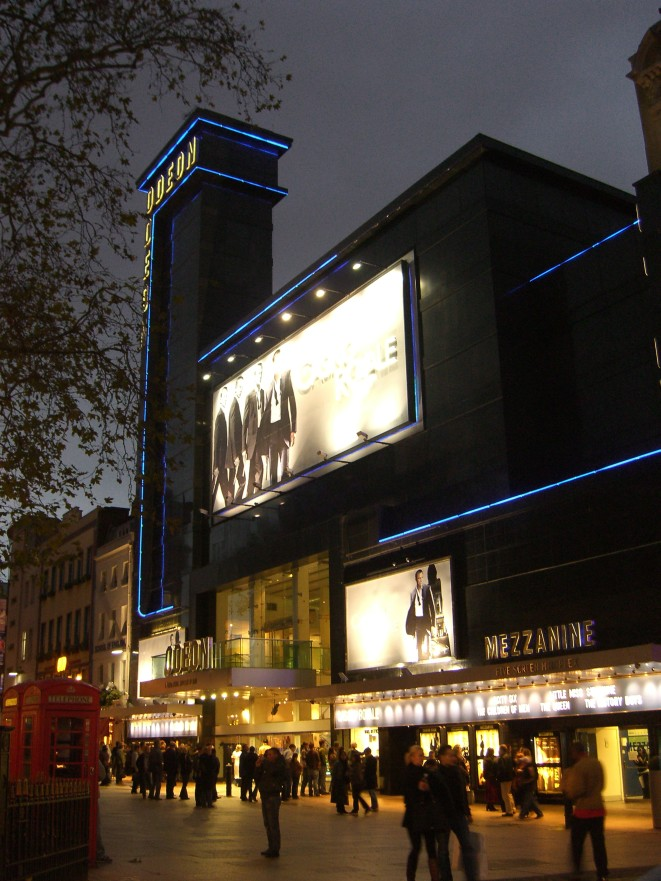
La pellicola in programmazione all'Odeon Leicester Square di Londra.

### Data di uscita
Il film è uscito nelle sale statunitensi a partire dal 17 novembre 2006, mentre in Italia dal 5 gennaio 2007.

### Divieti
Le scene della tortura di Bond sono state parzialmente tagliate rispetto alla versione originaria, perché altrimenti il film non avrebbe ottenuto nel Regno Unito il visto "12A" – ossia, l'età minima 12 anni con accompagnamento di un adulto – del British Board of Film Classification; a detta del regista Campbell, la pellicola contiene le scene più crude che siano mai state girate in un film di 007.

### Edizioni home video
Il film è stato distribuito in DVD nel mercato italiano il 22 maggio 2007, disponibile in edizione disco singolo e doppio. Lo stesso giorno è stata messa in commercio anche la versione del film ad alta definizione Blu-ray Disc. L'edizione del film in alta definizione Blu-ray in Europa è stata record di vendite classificandosi al secondo posto come numero di vendite in Blu-ray del 2007, preceduto solamente dal film 300.

## Accoglienza

### Incassi
Il 21º film dedicato all'agente 007 ha avuto un ottimo successo internazionale: la pellicola ha incassato 616 505 162 dollari in tutto il mondo, di cui 167 445 960 negli Stati Uniti d'America, mentre nelle sale italiane il film ha fruttato 7 971 884 euro.
Casino Royale divenne all'epoca il film di James Bond più remunerativo nella storia della serie (superato poi nel 2012 da Skyfall), e si posizionò al 4º posto nella classifica dei film più visti nel 2006, oltre che al 38º nella lista di film con maggiori incassi nella storia del cinema.

### Critica
La critica ha dato all'uscita del film vari pareri positivi, specialmente riguardanti l'interpretazione di Daniel Craig, nonostante un gruppo nutrito di fan lo avesse duramente criticato durante la produzione del film. Furono soggetto di dibattito e di confronto soprattutto le differenze tra lo 007 di Craig e quello dei precedenti attori, in primis Sean Connery. Il giornale inglese The Daily Telegraph lodò il film per la qualità delle doti interpretative degli attori e per la sceneggiatura che riprendeva lo stile rétro e gretto dei libri di Ian Fleming. Il The Times lodò Craig poiché aveva espresso maggior sicurezza nell'interpretazione del personaggio rispetto a Timothy Dalton, e diede ottimi pareri riguardo alle scene d'azione, definite dense di tensione. Vari critici hanno descritto Craig come il primo attore a interpretare la vera personalità del James Bond dei romanzi di Fleming: ironico, brutale e freddo.
Casino Royale viene ritenuto come uno dei migliori film della serie cinematografica: secondo l'Internet Movie Database si classifica al 238º posto tra i 250 film migliori della storia del cinema con un rating dell'8.0, per Rotten Tomatoes raggiunge un rating del 94% e per Metacritic un 81 che significa «Universal Acclaim» (ovvero «plauso universale»).
Il film è stato anche inserito da varie testate statunitensi nella top ten delle migliori pellicole del 2006: al 1º posto per Entertainment Weekly, al 3º per Empire, Portland Oregonian e Seattle Post-Intelligencer, al 7º per New York Daily News e all'8º per Washington Post e Chicago Tribune. Sempre la rivista cinematografica Empire, in una classifica redatta nel 2008 coi voti di 10 000 lettori, 150 registi e 50 critici cinematografici, lo posiziona al 56º posto tra i 500 migliori film della storia.

## Riconoscimenti
- 2007 - Premio BAFTA
  - Miglior sonoro a Chris Munro, Eddy Joseph, Mike Prestwood Smith, Martin Cantwell e Mark Taylor
  - Nomination Miglior film britannico
  - Nomination Miglior attore protagonista a Daniel Craig
  - Nomination Migliore sceneggiatura non originale a Paul Haggis, Neal Purvis e Robert Wade
  - Nomination Migliore fotografia a Phil Meheux
  - Nomination Migliore scenografia a Peter Lamont e Simon Wakefield
  - Nomination Migliori colonna sonora a David Arnold
  - Nomination Miglior montaggio a Stuart Baird
  - Nomination Migliori effetti speciali a Steven Begg, Chris Corbould, John Paul Docherty e Ditch Doy
- 2007 - Saturn Award
  - Miglior film d'azione/di avventura/thriller
  - Nomination Miglior attore a Daniel Craig
  - Nomination Miglior attrice non protagonista a Eva Green
  - Nomination Miglior sceneggiatura a Paul Haggis, Neal Purvis e Robert Wade
  - Nomination Miglior colonna sonora a David Arnold
- 2007 - Empire Award
  - Miglior film
  - Miglior attore a Daniel Craig
  - Miglior debutto femminile a Eva Green
  - Nomination Miglior scena (L'inseguimento in parkour)
- 2006 - Satellite Award
  - Miglior canzone originale (You Know My Name)
- 2008 - Grammy Award
  - Nomination Miglior canzone scritta per un film, televisione o altri media audio-visivi (You Know My Name) a David Arnold e Chris Cornell
- 2007 - Nastro d'argento
  - Nomination Miglior film europeo

## Casi mediatici

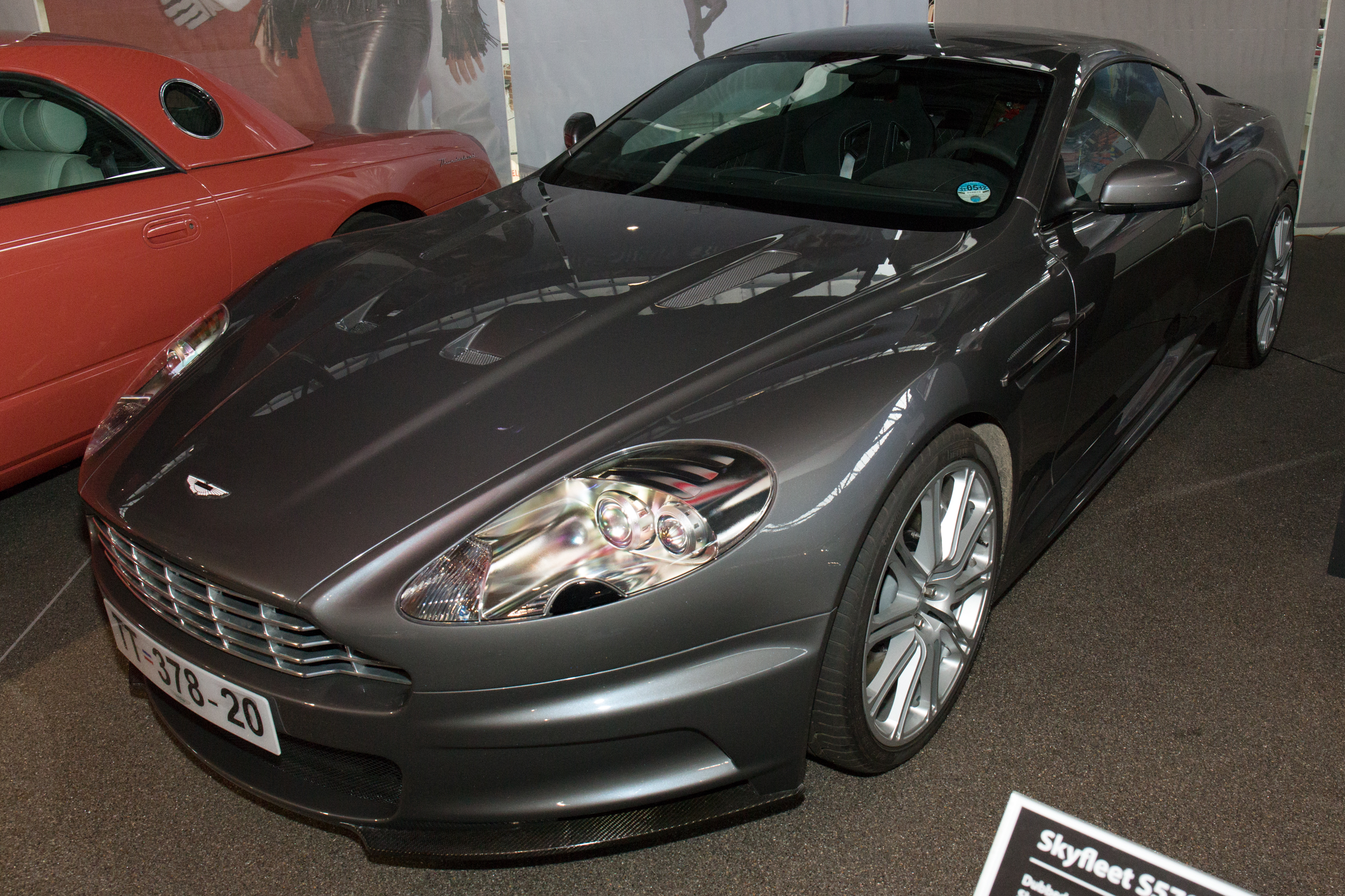
La Aston Martin DBS V12 portata al debutto in anteprima all'interno del film

Nel film James Bond guida una Aston Martin DBS V12, appositamente realizzata dalla casa automobilistica inglese per questa pellicola (tuttavia, nella scena dell'incidente, l'auto è in realtà una Aston Martin DB9 ricarrozzata). Tale autovettura è stata oggetto di un nuovo primato: nella scena dell'incidente, l'auto di 007 si rovescia per ben sette volte, stabilendo così un nuovo record del mondo per quanto riguarda i cappottamenti consecutivi di un'auto.

## Sequel
Dopo il buon successo del film, è stato prodotto il seguito dal titolo Quantum of Solace uscito tra ottobre e novembre 2008. Il film è uscito nelle sale negli Stati Uniti d'America il 14 novembre 2008 e ha ancora come protagonista Daniel Craig sempre nel ruolo di James Bond, mentre il ruolo della Bond girl è stato affidato all'attrice Olga Kurylenko.